# كينتا كيفوج
كينتا كيفوج (باليابانية: 木藤 健太) (5 أكتوبر 1981 في ناغاساكي في اليابان – )؛ هو لاعب كرة قدم ياباني سابق كان يلعب كمدافع.

## وصلات خارجية
- كينتا كيفوج على موقع رابطة كرة القدم اليابانية للمحترفين (اليابانية)
- كينتا كيفوج على موقع قاعدة بيانات كرة القدم.إي يو (الإنجليزية)
- كينتا كيفوج على موقع Soccerway.com (الإنجليزية)
- كينتا كيفوج على موقع عالم كرة القدم.نت (الإنجليزية)
- كينتا كيفوج على موقع كووورة